# Wesley Verhoek
Wesley Verhoek, est un footballeur néerlandais, né le 25 septembre 1986 à Leidschendam. Il évolue au poste d'attaquant.
Il est le frère ainé de John Verhoek.

## Biographie
De 2006 à janvier 2012, il joue pour ADO Den Haag dans le Championnat des Pays-Bas de football. Il a aussi été appelé dans des sélections hollandaises de jeunes.

## Statistiques
| Saison    | Club                | Pays           | Championnat        | Coupes nationales | Coupe d'Europe |
| --------- | ------------------- | -------------- | ------------------ | ----------------- | -------------- |
| 2004-2005 | ADO La Haye         | Eredivisie     | 9 matchs / 1 but   | 2 matchs          | -              |
| 2005-2006 | ADO La Haye         | Eredivisie     | 19 matchs / 1 but  | 3 matchs          | -              |
| 2006-2007 | ADO La Haye         | Eredivisie     | 20 matchs / 1 but  | 2 matchs          | -              |
| 2007-2008 | ADO La Haye         | Eerste divisie | 29 matchs / 7 buts | 6 matchs / 1 but  | -              |
| 2008-2009 | ADO La Haye         | Eredivisie     | 17 matchs / 1 but  | 1 match / 1 but   | -              |
| 2009-2010 | ADO La Haye         | Eredivisie     | 32 matchs / 7 buts | 1 match           | -              |
| 2010-2011 | ADO La Haye         | Eredivisie     | 32 matchs / 7 buts | 5 matchs / 1 but  | -              |
| 2011-2012 | ADO La Haye         | Eredivisie     | 14 matchs / 2 buts | 2 matchs          | 4 matchs (C3)  |
| 2011-2012 | FC Twente           | Eredivisie     | 9 matchs / 1 but   | -                 | -              |
| 2012-2013 | FC Twente           | Eredivisie     | 3 matchs           | -                 | 6 matchs (C3)  |
| 2012-2013 | Feyenoord Rotterdam | Eredivisie     | 24 matchs / 1 but  | 3 matchs          | -              |

Dernière mise à jour le 3 juin 2013

## Palmarès
Néant